# Governo Revolucionário da Força Armada
```
   |-
       |
Erro:
:  
valor não especificado para "
nome_comum
"
```

O Governo Revolucionário da Força Armada (em castelhano:  Gobierno Revolucionario de la Fuerza Armada) foi uma ditadura militar imposta no Peru após o golpe de Estado em 3 de outubro de 1968. A junta militar, liderada pelo General Juan Velasco Alvarado, nomeou o mesmo como presidente do governo militar, promovendo reformas de carácter nacionalista e de esquerda. Em 1975, o chamado Tacnazo, golpe de Estado promovido pelo general de divisão Francisco Morales Bermúdez, colocaria este na presidência, que prosseguiu com o regime militar com medidas mais conservadoras. Em 1979, o governo de Morales-Bermúdez convocou uma Assembleia Constituinte, a qual promulgou uma nova constituição em 1979, durante o seu mandato; assim, as eleições democráticas de 1980 concluem o docenio militar.